# Ransford Selasi
 (août 2025).
Pour les articles homonymes, voir Selasi.
Ransford Selasi, né le 19 août 1996, est un footballeur ghanéen. Il évolue au poste de milieu défensif.

## Carrière
Ransford Selasi commence sa carrière lors de la saison 2013-2014 avec le Delfino Pescara.

## Statistiques
| Saison                | Club                  | Championnat           | Championnat | Championnat | Coupe(s) nationale(s) | Coupe(s) nationale(s) | Total | Total |
| Saison                | Club                  | Division              | M.          | B.          | M.                    | B.                    | M.    | B.    |
| 2013-2014             | Delfino Pescara       | Serie B               | 3           | 0           | 1                     | 0                     | 4     | 0     |
| 2014-2015             | Delfino Pescara       | Serie B               | 19+1        | 0           | 1                     | 0                     | 21    | 0     |
| 2015-2016             | Delfino Pescara       | Serie B               | 17+3        | 0           | 2                     | 0                     | 22    | 0     |
| Total sur la carrière | Total sur la carrière | Total sur la carrière | 43          | 0           | 4                     | 0                     | 47    | 0     |